# Haustra

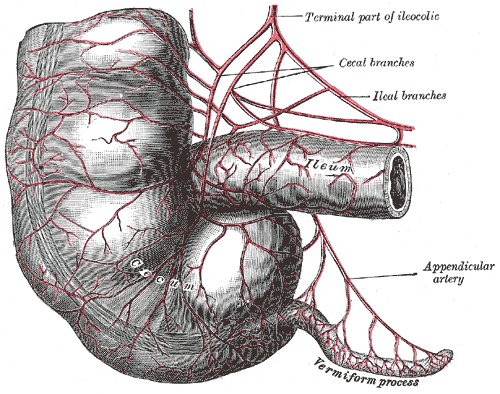
Haustra ses som de påslika utbuktningarna på kolon.

Haustra (singularis haustrum) är små fickor på kolon. Detta ger kolon sitt karakteristiska segmenterade utseende.
På grund av att taenia coli som löper längs hela kolon är kortare än tarmen, kommer kolon att bli påslik mellan taenia och ge upphov till flera haustra. Mellan närliggande haustra finns semi-månformade veck, kända som plicae semilunares coli.
Haustrakontraktioner är långsamma rörelser som sker var 25:e minut. Ett haustrum sträcks ut, vilket stimulerar muskler att kontrahera, och därigenom trycka innehållet till nästa haustrum.